# Ellen Wilkinson
Ellen Cicely Wilkinson (ur. 8 października 1891 w Manchesterze, zm. 6 lutego 1947 w Londynie), brytyjska polityk, członkini Partii Pracy, minister w pierwszym rządzie Clementa Attleego.

## Życiorys
Naukę rozpoczęła w Ardwick School. W 1910 r. rozpoczęła studia na Uniwersytecie Manchesterskim na kierunku historia. W 1907 r. wstąpiła do Niezależnej Partii Pracy. Na studiach była członkiem University Socialist Federation, Fabian Society oraz National Union of Women’s Suffrage Societies. W 1920 r. należała do grona założycieli Komunistycznej Partii Wielkiej Brytanii, którą opuściła na początku 1924 r. W 1923 r. została wybrana do rady miejskiej Manchesteru.
W 1924 r. została wybrana do Izby Gmin z okręgu Middlesbrough East. W parlamencie otrzymała przydomek „Czerwona Ellen” (Red Ellen), zarówno z powodu poglądów politycznych, jak i koloru włosów. W 1929 r. została parlamentarnym sekretarzem w Ministerstwie Zdrowia w drugim rządzie Ramsaya MacDonalda. W 1931 r., po powstaniu rządu koalicyjnego, przeszła do opozycji. W tym samym roku, w wyborach powszechnych, nie uzyskała miejsca w parlamencie. Do Izby Gmin powróciła w 1935 r., tym razem jako reprezentantka okręgu Jarrow. W 1936 r. zorganizowała marsz bezrobotnych z tego miasta w celu złożenia petycji do parlamentu.
Związana była z lewym skrzydełem Partii Pracy. Brała udział z zakładaniu magazynu Tribune oraz organizowała pomoc dla Brygad Międzynarodowych podczas hiszpańskiej wojny domowej. Sama również odwiedziła Hiszpanię. W rządzie wojennym Churchilla została początkowo parlamentarnym sekretarzem w Ministerstwie Emerytur, a następnie objęła analogiczne stanowisko w Ministerstwie Spraw Wewnętrznych.
Po wyborczym zwycięstwie Partii Pracy w 1945 r. została drugą kobietą-ministrem w historii Wielkiej Brytanii, otrzymując tekę ministra edukacji. W 1946 r. doprowadziła do przyjęcia przez parlament School Milk Act, który przyznawał prawo do darmowego mleka brytyjskim uczniom. Zmarła podczas sprawowania urzędu.

## Życie prywatne

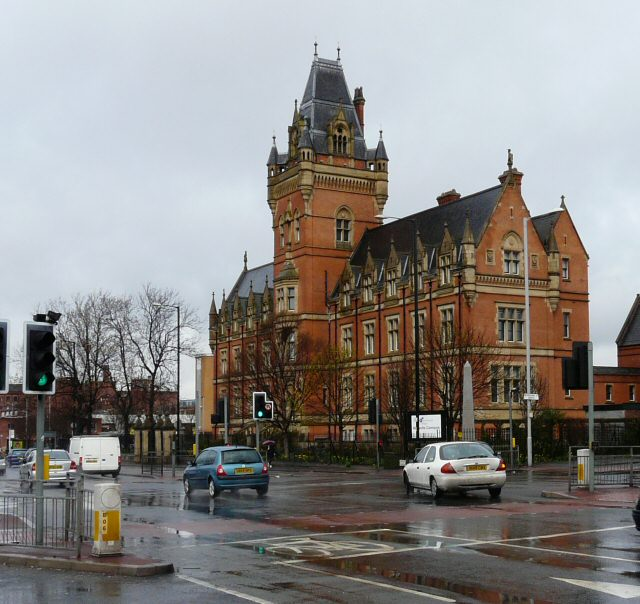
Tutaj chodziła do szkoły

Urodziła się w dzielnicy Manchesteru Ardwick, w rodzinie metodystów. Była córką Richarda Wilkinsona (pracownika w fabryce tekstyliów) oraz Ellen Wood, miała trójkę rodzeństwa.
Zmarła w 1947 r. w londyńskim Szpitalu św. Marii w dzielnicy Paddington.

## Upamiętnienie
Budynek Wydziału Humanities Uniwersytetu Manchesterskiego przy Oxford Road, sąsiadujący z niezwykłych kształtów budynkiem Contact Theatre, nazwano jej imieniem.

## Publikacje
- The Workers History of the Great Strike, 1927, razem z Frankiem Horrabinem i Raymondem Postgate’em
- Clash, 1929
- Peeps at Politicians, 1931
- The Terror in Germany, 1933
- The Division Bell Mystery, 1932, powieść
- Why War?, 1934, razem z Edwardem Conze’em
- Why Fascism?, 1934, razem z Edwardem Conze’em
- The Town That Was Murdered, 1939